# Liber ad honorem Augusti
Liber ad honorem Augusti je rukopis vzniklý roku 1196 na počest císaře Jindřicha VI. a jeho dobytí Sicilského království. Vypráví o pokusu Tankreda, normanského levobočka udržet ostrovní království před manželem sicilské dědičky Konstancie. Autorem značně neobjektivního vyprávění na zakázku kancléře Konráda z Querfurtu je Petr z Eboli, který Tankreda zesměšňuje a přirovnává jej k opici. Celá řada iluminací je dokladem života v tehdejší Itálii a text historickým pramenem o dění konce 12. století. Kodex je uložen v knihovně v Bernu.